# واتمن پی ال سی
واتمن پی ال سی (انگلیسی: Whatman plc) یکی از شرکت های زیر مجموعه جی‌ئی هلث کر است که به صورت تخصصی در زمینه تجهیزات فیلتراسیون و جداسازی فعال دارد.